# Rifeu
Rifeu, foi um soldado troiano, foi citado principalmente por Virgílio, na Eneida. Era companheiro de Eneias, dentre os troianos era o mais virtuoso e mais amigo da justiça.

## Participação, no final da guerra, e sua morte
Eneias corre através das chamas, para atender ao chamado clamante de Euríneo, juntam-se a ele, Rifeu e Epito, Hipânos e Dimas, logo em seguida, e também o jovem Corebo, que recentemente chegara, como noivo de Cassandra, através da dardos e inimigos eles encaminham-se para uma morte certa, seguindo uma rua central.
Instigados por Corebo, eles trocam seus escudos e capacetes, pelos dos gregos mortos, que jazem no chão, ficando assim confundidos entre os inimigos. Muitos combates eles travam, e muitos mandam para o Hades.
Eis que tiravam do templo de Atena, a virgem Cassandra, filha de Príamo, com os cabelos em desordem e levantando os olhos ardentes para os céus, trazendo suas delicadas mãos presas. Corebo ao ver tal coisa,lança-se furioso, a uma morte certa. Todos o seguem, avançam serrando as fileiras. Do alto do templo os seus patriotas troianos, os crivam de dardos, e começa uma terrível matança, devido ao erro causado pelas armas e capacetes gregos. Ájax, leva a noiva de Corebo, este se atira contra o furioso aqueu, por um momento Cassandra é liberta, porem os gregos, voltados de fúria, se ajuntam e investem de todos os lados, logo o disfarce é descoberto, E os troianos são esmagados em número, cai primeiro Corebo, ás mãos de Peneleu, ao pé do altar da deusa guerreira, cai também Rifeu. Perecem Hipânis e dimas, feridos por seus concidadãos, e nem a grande piedade de Panteu, o salvou. Eneias, Ífito e Pélias, deixam aquele lugar, Ífito já abatido pela idade e Pélias retardado pela ferida que lhe infligira Ulisses.